# Famille Stevens
Pour les articles homonymes, voir Stevens.
 (juillet 2024).

## Patronyme
Le nom Stevens est très répandu en Belgique. Plusieurs familles Stevens, non directement apparentées entre elles, coexistent en Belgique.
La principale étude généalogique sur une famille Stevens, originaire d'Isque, en Brabant et dont certaines branches se fixèrent ensuite dans la ville de Bruxelles, est due à Félix-Victor Goethals, avec un complément rectificatif par le chanoine Jean Cassart. Les armes de cette famille Stevens et des familles alliées sont données par Frédéric Collon.
En exergue de son étude sur les Stevens, Goethals écrit :
Autrefois, chaque famille de ce nom avait la prétention d'être originaire d'Isque, village du Brabant, et de compter parmi les siens un protonotaire apostolique qui par son mérite et son ascendant avait, en quelque sorte, annobli non-seulement sa famille, mais même tous ceux qui portaient le nom de Stevens tant en Flandres qu'au Brabant.
De cette famille Stevens descendent aussi, par une alliance lignagère Spijskens, des lignagers de Bruxelles qui furent admis dans cette institution bruxelloise.

## Famille Stevens (Bruxelles)
La famille Stevens dont il est question ici comprend de nombreux artistes, des peintres, un affichiste, un maître-verrier, un critique d'art ou des mécènes, mais aussi les derniers faïenciers bruxellois. Claude Arthaud, dans un très beau livre d'art sur la famille Stevens qui est traitée ci-dessous, rattache résolument ceux-ci à la famille Stevens étudiée par Félix-Victor Goethals. Cependant, les premières générations Stevens ci-dessous ne figurent pas dans cette publication de Goethals, mais bien sûr, un rattachement à ces Stevens n'est pas exclu.
- Michel Stevens[8] qui épousa à Bruxelles, à Sainte-Gudule[9], le 7 mars 1697, Adrienne De Ronde. Elle mourut avant son mari et fut inhumée à Bruxelles, à Sainte-Gudule[10], en 1742. Ils habitaient au Marché-aux-Herbes. Ils sont les parents de plusieurs enfants, baptisés à Sainte-Gudule[11], et notamment de :
  - Guillaume Stevens, baptisé le 24 décembre 1699 à Bruxelles, à Sainte-Gudule[12]. Un enfant de même prénom était né de ses parents l'année précédente mais était mort en bas âge. Guillaume sera galonnier et brodeur de profession. Il avait épousé à Bruxelles, à Sainte-Gudule[13], le 2 février 1730 Marie van Limbos ou van Limbosch. Elle est morte en octobre 1745, et Guillaume se remaria à Sainte-Gudule[14] en 1746 à Marie Catherine Heymans. Guillaume est cité comme père du marié, à Bruxelles, à Saint-Géry, le 8 mars 1755, au mariage de son fils auquel il était présent. Marie van Limbos avait été inhumée à Sainte-Gudule, dans l’église, le 24 octobre 1745. Les conjoints habitaient alors au Marché-aux-Herbes. Dans son acte d’inhumation à Sainte-Gudule le 9 mars 1760, Sieur Guillaume Stevens, qualifié de maître brodeur, est dit habiter au Léopard sur le Marché-aux-Herbes – meester borduerder in den Luijpaert op de Gersse – merckt. Il était Doyen brodeur des Nations de Bruxelles[15] en 1734.
    - (1) Sieur Jean François Stevens, qui est né aux alentours de 1731 mais dont l’acte de baptême n’a pas été retrouvé. Il épousa à Bruxelles, à Saint-Géry[16], le 8 mars 1755 jouffrauwe (dame) Jeanne Françoise Bettens, baptisée à Bruxelles, à Saint-Géry, le 27 mai 1735, fille d’Antoine Bettens, mort en 1762, dans la paroisse Saint-Géry, et de Jeanne Marie Willems, morte en 1763, également dans la paroisse Saint-Géry. Jeanne Françoise Bettens est morte le 10 octobre 1790 et fut inhumée le 12 octobre 1790 à Bruxelles, à Sainte-Gudule[17]. Elle et son mari habitaient alors à la rue Saint-Laurent à Bruxelles, dans leur demeure de cette rue qui fut redénommée rue du Sans Souci durant l’occupation française.  C’est là, dans cette rue bruxelloise[18], que mourut Jean François, qualifié de particulier[19], le 11 messidor de l’an XIII, âgé de 67 ans.
      - Guillaume Jean François Stevens, qui fut baptisé à Bruxelles, à Saint-Géry[20], le 18 janvier 1760. Ses parrain et marraine étaient Guillaume Stevens et Jeanne Marie Willems. Il épousa à Bruxelles, à Notre-Dame de la Chapelle[21] le 2 juin 1789 Susanne Van Hove, baptisée à Tirlemont le 6 février 1764, fille de Guillaume Van Hove et d’Anne Marie Neijs ou Neys. Il est mort à Puurs le 30 juillet 1817, âgé de 56 ans, fils de Jean et de Marie Bettens, époux de Susanne Van Hove. Il fut d’abord procureur au Conseil souverain de Brabant[22], puis juge de paix du canton de Puurs, dans la province d’Anvers. Susanne Van Hove alla ensuite habiter à la rue de l’Escalier à Bruxelles où elle résidait en 1823. Ils eurent (le deuxième enfant suit ici après sa sœur aînée et son frère cadet) :
        - Jeanne Françoise Henriette Guillemette Stevens, baptisée à Bruxelles, à Sainte-Gudule, le 2 avril 1790, née la veille au domicile de ses parents à la rue Saint-Laurent. Elle épousa à Bruxelles le 15 mars 1823 Paul Emile de Castelverd, né le 7 août 1792 à Aubervilliers, baptisé à Paris le lendemain, à Saint-Eustache, officier pensionné au service de la France, chevalier de la Légion d’honneur, fils de feu Jean Castelbert de Castelverd qui fut lieutenant-général  au service de la France, chevalier de Saint-Louis, né à Montauban et mort âgé de 77 ans le 10 août 1820 à Paris, huitième mairie, rue Saint-Antoine, et de Françoise Anne de Ruyter, résidant en 1823 à Paris au n° 32 de la rue Culture Sainte-Catherine.
        - Bernard Hubert Joseph Stevens, baptisé à Bruxelles le 9 mai 1794. Il resta célibataire et fut greffier de la justice de paix de Hooglede, où il mourut le 8 décembre 1873.
        - Jean François Léopold Stevens, généralement prénommé Léopold, fut baptisé à Bruxelles, à Saint-Gudule[23], le 14 juin 1791. Il était né au domicile de ses parents, rue Saint-Laurent à Bruxelles. Ses parrain et marraine étaient son grand-père Jean François Stevens et Catherine Thérèse van Orsmael au nom de Béatrice Van Hove, tante de l’enfant habitant à Mont-Saint-André. Alors premier lieutenant des carabiniers belges de Sa Majesté le Roi des Pays-Bas, et domicilié à la rue de l’Escalier à Bruxelles, il y[24] épousa le 1er février 1816 Catherine Victoire Dufoy, née le 17 juin 1797 à Bruxelles et qui était la fille d’Henri Joseph Dufoy[25], d’Engreux, né en 1762, mort à Bruxelles[26] en 1842, et de Catherine ou Marie Catherine Molding, morte à Saint-Josse-ten-Noode en 1844[27], exploitants du Café de l’Amitié[28], dans l'Hôtel de Grimbergen à la place Royale à Bruxelles, que toute l'élite de Bruxelles ainsi que tout le gotha artistique fréquentait. Ce Café était l'équivalent belge du Café Tortoni parisien. Le peintre François-Joseph Navez, qui connaissait bien Henri Joseph Dufoy, fut fort enthousiaste lorsqu'il vit les capacités artistiques d'Alfred Stevens[29]. Léopold Stevens est qualifié de fabricant résidant à la rue des Petits Carmes à Bruxelles en 1823. Marchand de tableaux et d’antiquités, Jean François Léopold Stevens est mort à Saint-Josse-ten-Noode[30] le 19 octobre 1837. Catherine Dufoy, veuve, se remaria avec l’homme de lettres Charles Deleuter, journaliste et critique d'art réputé dans L'Observateur[31]. Catherine Dufoy vivra à Paris où elle est morte en 1875. Leurs trois fils entretenaient entre eux une fraternité "fusionnelle"[32] :
          - Joseph Stevens, né le 26 novembre 1816 à Bruxelles, peintre animalier et graveur belge. Il épouse à Saint-Josse-ten-Noode[33] en 1845 Marie Graham, née en 1817 à Cavan, en Irlande. Il légitime une fille lors de son mariage. Il est mort en 1892.
          - Juliette Stevens, née le 14 avril 1818 à Bruxelles[34]. Elle est morte à Bruxelles[35] le 30 mai 1834, âgée de 16 ans. Juliette était très artiste et très jolie d'après Alfred Stevens. Sa mort affecta profondément la famille Stevens.
          - Alfred Stevens, né le 11 mai 1823 à Bruxelles, mort le 24 août 1906 à Paris, peintre belge. En 1858, il épouse Marie Blanc (1836 - 1891) dont il aura quatre enfants et notamment :
            - Léopold Stevens (Paris 9, 2 novembre 1860 - Paris 7, 8 septembre 1935), peintre, illustrateur et affichiste français.
            - Catherine Stevens (1865-1942), aux yeux si tristement charmants écrivent à son sujet les Frères Goncourt dans leur journal, musicienne dont Claude Debussy tombe amoureux, mais elle refuse.

          - Arthur Stevens (nl), dont le pseudonyme est « Graham », né le 6 juin 1825 à Bruxelles, est un influent marchand d'art, critique d'art et conseiller artistique belge du XIXe siècle. Il épouse en premières noces à Saint-Josse-ten-Noode[36] en 1856, Mathilde Kindt (1833-1886), femme de lettres, connue également sous le nom de Jeanne Thilda, et qui était la nièce de la peintre Adèle Kindt. Après son divorce, en secondes noces, il épouse à Uccle[37] en 1872, Elisa Collart, sœur de la peintre Marie Collart-Henrotin. Il est mort à Heist[38] le 14 septembre 1890.
            - (1) Jeanne Stevens, épouse en 1886 Georges Hébert (1837-1904), peintre et collectionneur français.
              - Jean Hébert-Stevens (1888-1943), peintre et ensuite maître-verrier. Il épouse la peintre Pauline Peugniez (1890-1987). Ils eurent :
                - François Hébert-Stevens (1922-1995), architecte et écrivain, qui épouse Claude Arthaud, fille de l'éditeur et elle-même éditrice.

            - (1) Juliette Stevens épouse à Saint-Josse-ten-Noode[39] en 1882 Maurice Mallet, marchand de tableaux de Monet, Degas, Sisley, et des peintres de Barbizon.
              - Robert Mallet-Stevens (1886-1945), architecte et designer, crée la Villa Cavrois, dans l'inspiration moderniste du Palais Stoclet.

            - (2) Suzanne Stevens (1874-1949) épouse à Bruxelles[40] en 1896 Adolphe Stoclet (1871-1949), commanditaire du Palais Stoclet à Bruxelles[41].
              - Jacques Stoclet (1903-1961) rassemble, avec son épouse Anny Geers (1908-2002), une remarquable collection d'art cycladique, précolombien et africain. Son épouse, veuve, est créée à titre personnel en 1986 baronne Stoclet.

    - (2) Bernard Hubert Stevens (Bruxelles[42] 1747 - Bruxelles [43] 1800), né du second mariage de son père, et qui sera apothicaire à Bruxelles. Il épouse en premières noces à Bruxelles[44], à Sainte-Catherine, en 1775 Anne Elisabeth Everaert (1743 - 1787), et en secondes noces à Bruxelles, Coudenbergh, en 1796, Anne Marie Verstraeten, de Louvain, dont notamment du premier lit :
      - Mathieu Joseph Stevens[45] (Bruxelles[46] 1779 - Saint-Josse-ten-Noode 1847), qui épouse à Bruxelles[47] en 1807 Rosalie Marie Ghislaine de Basserode (1781 - 1848). Il acquiert [48] par acte passé par-devant le notaire bruxellois François Delaing le 18 août 1815 l'estimée fabrique de faïence des frères Van Bellinghen, à la Porte de Laeken, chaussée d'Anvers à Bruxelles, qui avaient eux-mêmes repris la fabrique en 1802 à Jean-Baptiste Artoisenet. Mathieu Stevens eut notamment :
        - Eliodore ou Heliodore Jean Louis Stevens (Bruxelles 1808 - Schaerbeek 1880), qui épouse à Bruxelles[49] en 1837 Anne Thérèse Vande Velde. Il reprit, par acte notarié du 1er juin 1837, la fabrique de faïence[50] de son père, et porta ses productions à un haut degré d'art[51]. Il fut aussi bourgmestre de Molenbeek-Saint-Jean de 1848 à 1860 et conseiller provincial. Il dut arrêter sa production faïencière en 1866, et avec cette fermeture, ce fut la dernière production de la faïencerie bruxelloise qui se termina. Son petit-fils Paul Leva (né à Schaerbeek en 1867, mort en 1951), lieutenant-colonel du génie, et fils de Marie Sophie Emilie Stevens, fut un grand collectionneur des faïences Stevens et légua les plus belles pièces de sa collection au Musée de la ville de Bruxelles.